# (36083) 1999 RV81
1999 RV81 (asteroide 36083) é um asteroide da cintura principal. Possui uma excentricidade de 0.15607250 e uma inclinação de 3.80599º.
Este asteroide foi descoberto no dia 7 de setembro de 1999 por LINEAR em Socorro.